# 何廷凤
何廷凤，广东连平人，是一名清朝政治人物。贡生出身。
何廷凤曾于1791年接替邓鹏翰任青浦县知县一职，1791年由甄辅臣接任。